# توماس لام
توماس لام (18 ديسمبر 1993 أمستردام هولندا - ) هو لاعب كرة قدم هولندي، يلعب كمدافع.

## مسيرته الكروية
لعب توماس لام خلال مسيرته الاحترافية مع 4 أندية في تسعة مواسم وسجل خلالها 13 هدفًا ضمن 153 مباراة. حيث فاز في موسم واحد بالكأس ولم يفز بأي دوري.
خاض توماس لام مسيرته مع نادي إي زد ألكمار في موسم 2011–12 واستمر معه طيلة ثلاثة مواسم، مشاركًا في 6 مباريات ولم يسجل أي هدف. ثم انتقل إلى نادي بي إي سي زفوله في موسم 2014–15 في المرة الأولى ولمدة موسمين ثم في موسم 2018–19 ولمدة موسمين، حيث شارك طوالها في 100 مباراة سجل خلالها 8 أهداف. لينتقل بعدها إلى نادي نوتينغهام فورست في موسم 2016–17 لمدة موسم واحد، مشاركًا في 19 مباراة سجل خلالها هدفين. ثم انتقل إلى نادي تفينتي أنشخيدة في موسم 2017–18 لمدة موسم واحد، مشاركًا في 28 مباراة سجل خلالها 3 أهداف.

## وصلات خارجية
توماس لام على موقع الاتحاد الأوربي (الإنجليزية)
- توماس لام على موقع قاعدة بيانات كرة القدم.إي يو (الإنجليزية)
- توماس لام على موقع بيانات كرة القدم. دي إي (الألمانية)
- توماس لام على موقع ناشيونال فوتبول تيمز (الإنجليزية)
- توماس لام على موقع Soccerbase.com (لاعب) (الإنجليزية)
- توماس لام على موقع Soccerway.com (الإنجليزية)
- توماس لام على موقع عالم كرة القدم.نت (الإنجليزية)
- توماس لام على موقع AS.com (الإسبانية)